# Litargus pilosus
Litargus pilosus is een keversoort uit de familie boomzwamkevers (Mycetophagidae). De wetenschappelijke naam van de soort werd in 1857 gepubliceerd door Thomas Vernon Wollaston.